# 殘酷接龍
殘酷接龍（英語：Cruel），是一款微軟在1990年發佈的接龍遊戲。該遊戲作爲當時爲Windows 3.0開發的微軟娛樂包的一部分發行。
殘酷接龍後來由諸多開發商在不同平臺上開發出了各式各樣的重製版。

## 規則

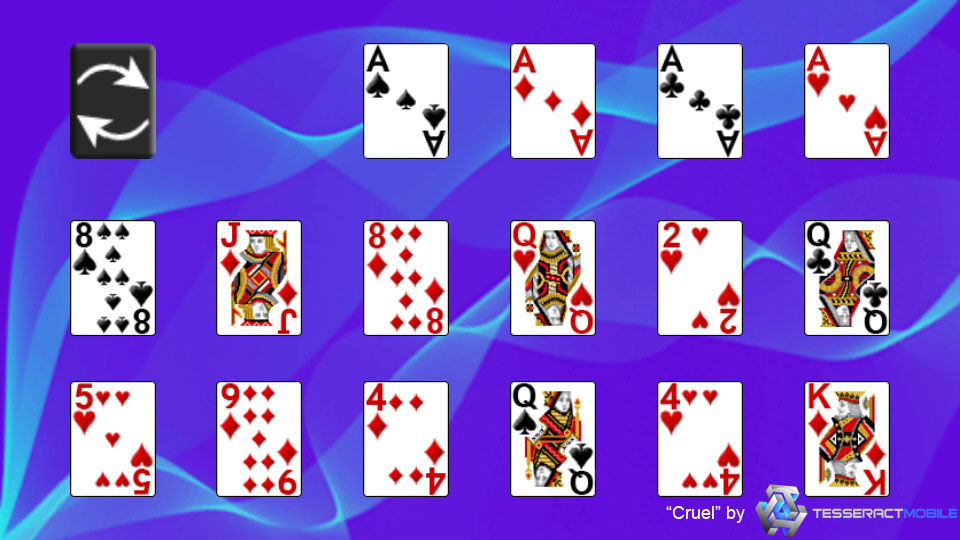
殘酷接龍中的撲克牌佈局（Tesseract Mobile版）。

將一副標準52張撲克牌洗牌。四張A放在頂部做底牌（不可移動），剩下48張牌被打亂後分成12摞並置於底牌的下方，每一摞4張牌。
遊戲的目標是把48張牌按照相同花色以及從A到K的順序疊到頂部的底牌區。
玩家每次從12摞牌中任選一張頂牌（可見的牌）移動，並按照如下規則擺放：
- 如果要將這張牌移動到剩下的11摞牌中的其中一摞，則這張牌必須比那一摞牌當前的頂牌小一（比如圖中第二行中的♥4可以移動到同一行中的♥5上）。

- 如果要將這張牌移動到頂部的底牌區，則這張牌必須比當前可見的底牌大一（比如圖中第一行中的♥2可以移動到♥A上）。

玩家一次可以移動一張牌。
當玩家無牌可移時，可以按下「Deal」（洗牌）按鈕要求重新洗牌，洗牌過後，在玩家完成下一次有效的移動前再次按下Deal按鈕也不會重新洗牌。
當玩家把所有的牌按順序移動到頂部的底牌區時，便可贏得勝利，當玩家（即便洗牌也）無牌可移時則輸掉遊戲。